# 青森県道158号胡桃舘鶴田線
青森県道158号胡桃舘鶴田線（あおもりけんどう158ごう くるみだてつるたせん）は、青森県北津軽郡鶴田町を通る一般県道である。

## 概要
鶴田町大字胡桃舘で青森県道137号七ツ館板柳線から分岐し、国道339号バイパスとほぼ並行しながら北方向へ進み、国道339号バイパスと交差後に鶴田町大字鶴田字新田子で国道339号に合流する。

### 路線データ
- 起点 : 北津軽郡鶴田町大字胡桃舘[1]（青森県道137号七ツ館板柳線交点）
- 終点 : 北津軽郡鶴田町大字鶴田[1]（国道339号交点）

## 歴史
- 1961年（昭和36年）2月10日 - 県道に認定される[1]。

## 路線状況

### 重複区間
- 青森県道249号鶴泊停車場胡桃館線（北津軽郡鶴田町大字胡桃舘 地内）

### 冬期通行止め
- 鶴田町山道から鶴田町新田子の1.2kmの区間（12月1日9時 - 4月1日9時）

## 地理

### 交差する道路
- 青森県道137号七ツ館板柳線（北津軽郡鶴田町大字胡桃舘、起点）
- 青森県道249号鶴泊停車場胡桃館線（北津軽郡鶴田町大字胡桃舘）
- 青森県道150号持子沢鶴田線（北津軽郡鶴田町山道）
- 青森県道150号持子沢鶴田線（北津軽郡鶴田町山道）
- 青森県道159号大泉姥萢線（北津軽郡鶴田町大字鶴田字大泉）
- 国道339号バイパス
- 国道339号（北津軽郡鶴田町大字鶴田、終点）

### 沿線の施設
- 鶴田町立胡桃舘小学校